# Textures
Pour les articles homonymes, voir Texture.
Textures est un groupe de metal progressif néerlandais originaire des Tilburg, dans le Brabant-Septentrional. Formé en 2001, le groupe compte en 2016 cinq albums studio. Textures joue du mathcore, en ajoutant quelques éléments de metalcore, death metal et thrash metal, avec une voix légèrement plus 'hardcore', comparativement à d'autres groupes. Sur leur premier album, Polars, Textures s'est inspiré des sonorités ambient, que l'on retrouve considérablement moins sur leur album Drawing Circles.

## Biographie

### Formation etPolars(2001–2003)
En 2001, Jochem Jacobs, le guitariste Bart Hennephof, le batteur Stef Broks, le bassiste Dennis Aarts et le claviériste Richard Rietdijk forment le groupe et sont rejoints par le chanteur Pieter Verpaalen qui participe à leur premier album, Polars, publié au label Listenable Records. L'album est intégralement auto-produit, le mixage et les enregistrements étant effectués par Jacobs et Rietdijk, et la couverture réalisée par Hennephof.
Le nom Textures est utilisé par Stef Broks pour indiquer l'usage des nombreuses layers sonores dans leurs chansons, le mélange musical, et les différentes personnalités des membres.

### Drawing CirclesetSilhouettes(2004–2008)

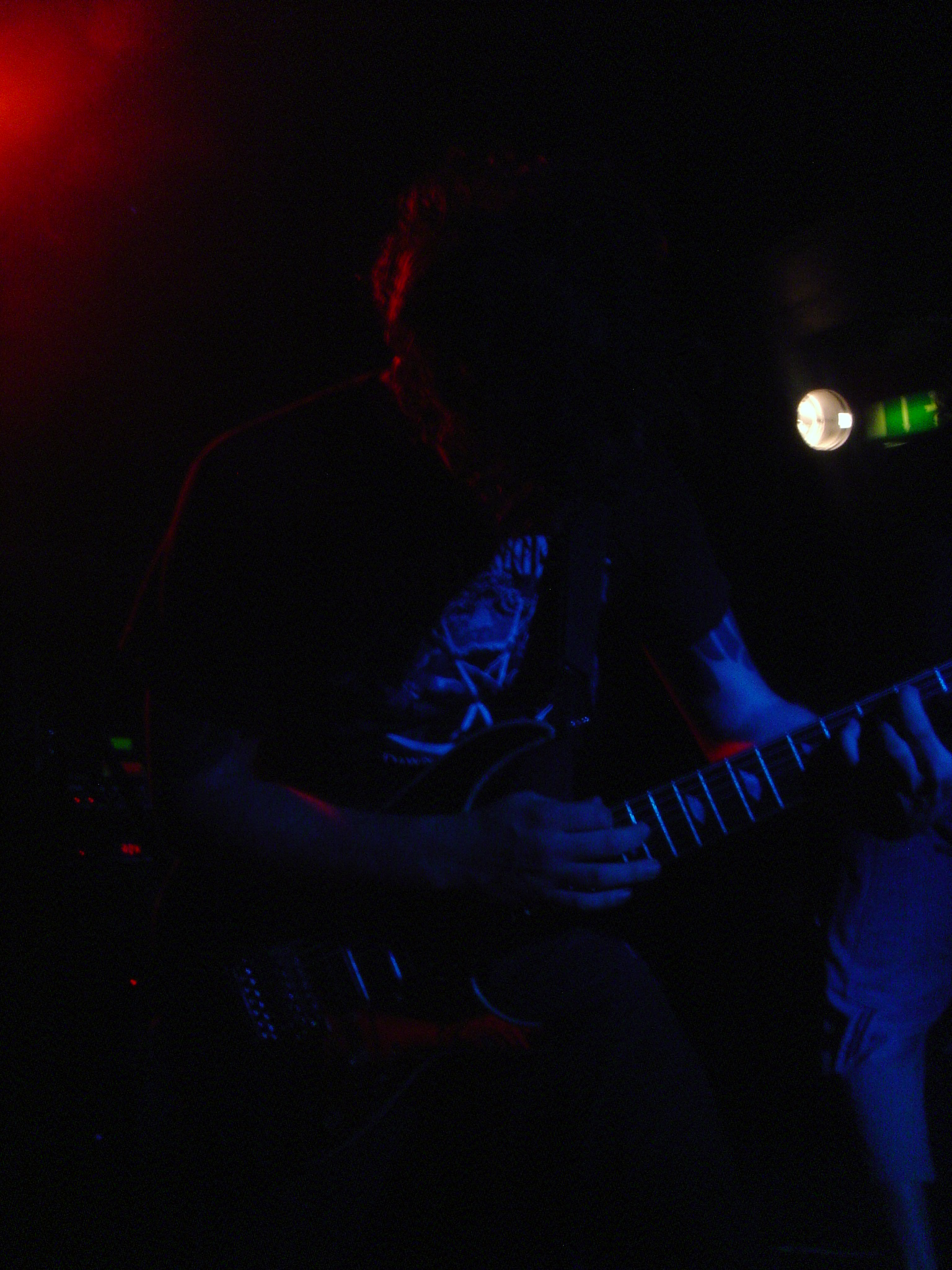
Le guitariste Jochem Jacobs sur scène à Londres, 2007.

Le chanteur Verpaalen est remplacé par Eric Kalsbeek pour leur second album, Drawing Circles, publié le 7 octobre 2006. La chanson Millstone, extraite de l'album, a également droit à son clip vidéo. Pour la promotion de l'album, Textures se lance en tournée avec des groupes comme The Ocean, Gojira et Arch Enemy et culmine lors d'une tournée européenne avec All That Remains et Misery Signals, ainsi qu'en étant nommé dans trois catégories aux Live XS Awards.
2007 assiste à l'arrivée du bassiste Remko Tielemans, avec qui le groupe enregistre et publie l'album Silhouettes, qui atteint la 100e place des classements musicaux néerlandais. L'album contient également la chanson à succès Awake, qui aura droit à son clip vidéo. La vidéo est tournée en début octobre dans les Ardennes belges sous l'œil du réalisateur Rob Hodselmans et du producteur David Leite avec l'aide du gouvernement néerlandais. La version vinyle de Silhouettes est publiée en novembre 2008 au label Garden of Exile Records, limitée à 500 exemplaires.
Le groupe joue son premier concert en Inde, au Deccan Rock Festival de Bangalore le 5 décembre 2009 avec Amon Amarth. Le groupe revient en Inde en octobre 2010, cette fois à New Delhi au festival annuel de l'Indian Institute of Technology Delhi, au Rendezvous 2010.

### Changements etDualism(depuis 2009)
Après six ans de service, le chanteur Eric Kalsbeek annonce son départ du groupe citant notamment un manque de motivation. En mars 2010, Daniël de Jongh (ex-Cilice) le remplace. À cause de ces changements de formation, la suite de Silhouettes, est repoussée à début 2011. Le claviériste Richard Rietdijk, quitte lui aussi le groupe, et se tourne vers d'autres horizons musicaux en avril de cette même année. C'est Uri Dijk, initialement musicien live pour le groupe, qui reprendra le poste en septembre 2010. 
Le 27 janvier 2011 le groupe commence l'enregistrement de son nouvel album, dans les studios Split Second Sound d'Amsterdam, aux Pays-Bas. Le 11 mai 2011, le guitariste Jacobs est jugé meilleur guitariste néerlandais aux Duiveltjes, au Gala van de Pop Muziek 2011 organisé par le Muziek Centrum Nederland, dépassant ainsi Anne Soldaat et Vedran Mircetic,. Leur nouvel album, Dualism, est publié le 23 septembre 2011 sous le label Nuclear Blast Records. Le 11 janvier 2013, le guitariste fondateur du groupe, Jochem Jacobs, annonce son départ du groupe, après 12 ans d'activité, pour se consacrer entièrement à la production de groupes musicaux dans son studio, le Split Second Sound, à Amsterdam. Textures auditionne ensuite des guitaristes pour remplacer Jochem Jacobs. 
En novembre 2015, le groupe publie le single New Horizons, issu de leur futur nouvel album. Il est suivi par un second single intitulé Illuminate the Trail en janvier 2016, qui est lui-même suivi d'un troisième single intitulé Shaping a Single Grain of Sand en fin janvier. En février 2016, le groupe publie un nouvel album intitulé Phenotype,.
En mai 2017 le groupe annonce qu'il se séparera après une ultime tournée européenne en fin d'année.
Le 2 novembre 2023, le groupe annonce sa volonté de revenir en 2024 via Instagram.

## Membres

### Membres actuels
- Bart Hennephof — guitare, chœurs (depuis 2001)
- Stef Broks — batterie (depuis 2001)
- Remko Tielemans — guitare basse (depuis 2007)
- Uri Dijk — clavier (depuis 2010)
- Daniël de Jongh — chant (depuis 2010)
- Joe Tal — guitare (depuis 2013)

### Anciens membres
- Richard Rietdijk — claviers (2001–2010)
- Dennis Aarts — basse (2001–2007)
- Pieter Verpaalen — chant (2001–2003)
- Eric Kalsbeek — chant (2004–2010)
- Jochem Jacobs — guitare (2001–2013)